# Siebethsburg

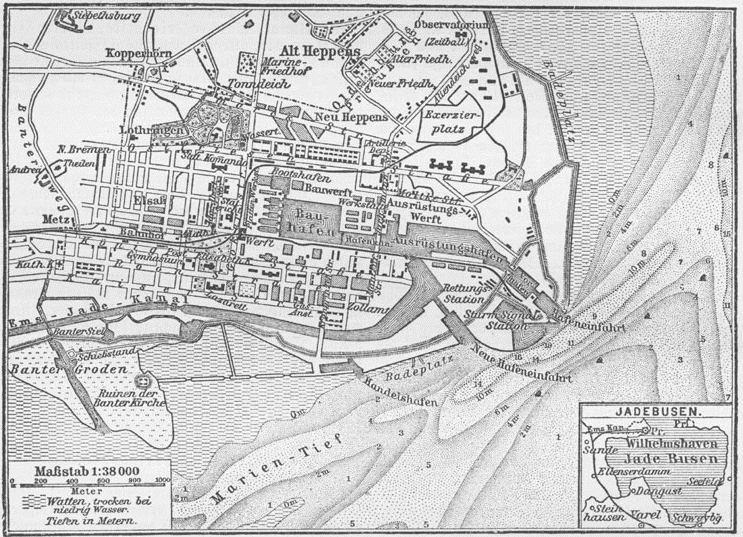
Siebethsburg ganz links oben in einem alten Stadtplan Wilhelmshavens

Siebethsburg ist ein Stadtteil von Wilhelmshaven in Niedersachsen. Der Name stammt von der mittelalterlichen Sibetsburg, die sich im Stadtteil befand und von der nur das ehemalige Burggelände mit Burghügel und Wassergräben erhalten ist.

## Lage
Der Stadtteil grenzt im Norden an der tom-Brok-Straße an den Stadtteil Rüstringer Stadtpark, im Osten an der Berliner Straße an Heppens, im Süden an der Bismarckstraße an Innenstadt und Bant, im Westen an der Friedrich-Paffrath-Straße an Neuende.

## Geschichte
Der Stadtteil Siebethsburg entstand aus dem Gelände rund um die mittelalterliche Sibetsburg. Diese Burg des Häuptlings Edo Wiemken des Älteren und von Sibet wurde 1383 erbaut, 1433 durch die Hansestadt Hamburg belagert und 1435 durch die Hansestadt Bremen zerstört. Geblieben ist bis zum heutigen Tag der etwa fünf Meter hohe Burghügel, der von doppelten Wällen und Gräben umgeben ist.
Rings um die Sibetsburg entstand ab 1904 eine Siedlung von einheitlich gestalteten Wohnhäusern für die Werftarbeiter der Kaiserlichen Werft. Sie stehen heute unter Denkmalschutz, das Kennzeichen sind weiß getünchte Wände und grüne Fensterrahmen. Diese Siedlung gehörte anfangs zur Stadt Rüstringen, die erst 1937 nach Wilhelmshaven eingemeindet wurde. Die Siedlung wurde dabei zum Stadtteil Siebethsburg. Aufgrund des großen Anteils an Gartenflächen ist der Stadtteil auch als „Gartenstadt Siebethsburg“ bekannt.

## Einwohner
Ende 2017 gab es in Siebethsburg 4244 Einwohner, etwas weniger als die 4411 im Jahr 2000.

### Ausländer- und Migrantenanteil
Der Ausländeranteil liegt mit 3,2 % unterhalb des städtischen Durchschnitts von 9,6 %. Der Anteil der Migranten liegt bei 15,5 % bei einem städtischen Durchschnitt von 21,8 %.

### Besiedlung
Siebethsburg ist mit 89,4 Hektar Fläche der zweitkleinste Stadtteil Wilhelmshavens, zählt aber mit 48 Einwohnern je Hektar zu den am dichtesten besiedelten Stadtteilen. Er belegt bei der Einwohnerdichte hinter der Innenstadt und Bant den 3. Rang.

### Einwohnerbewegungen
Entsprechend der überwiegend älteren Bevölkerung des Stadtteils übersteigt die Anzahl der Sterbefälle die der Geburten, es gab 29 Geburten und 62 Sterbefälle im Jahr 2017.

## Kultur und Sehenswürdigkeiten

### Regelmäßige Veranstaltungen
- September: Siebethsburger Volkslauf – Laufsportveranstaltung über verschiedene Distanzen durch den denkmalgeschützten Ortsteil Siebethsburg (seit 2003)
- Oktober: Siebethsburg im Mittelalter (Mittelaltermarkt). Seit 2012 findet immer im Oktober ein Mittelaltermarkt auf dem Burggelände der Siebethsburg statt.

### Ansichten

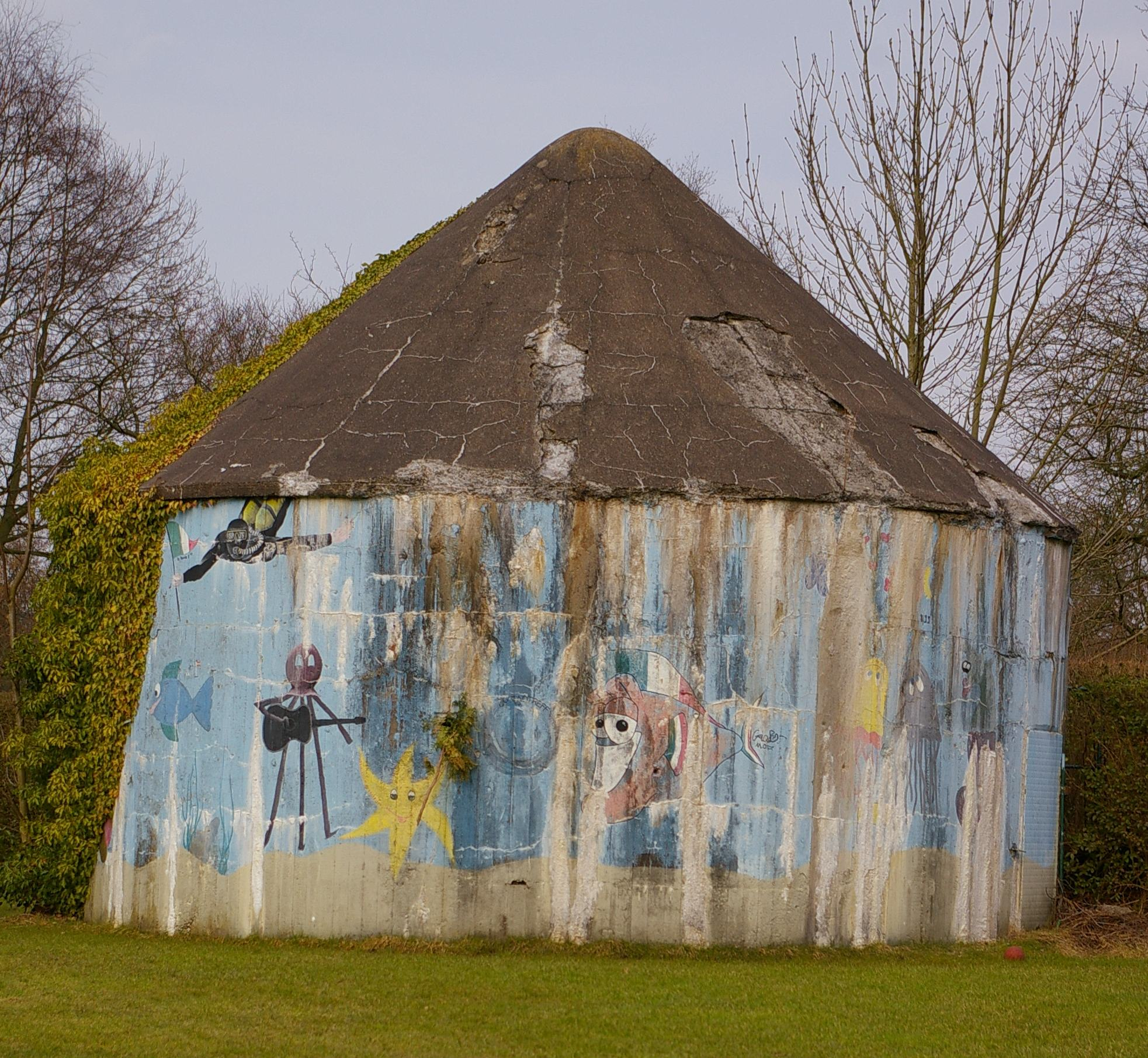
Kleiner Bunker
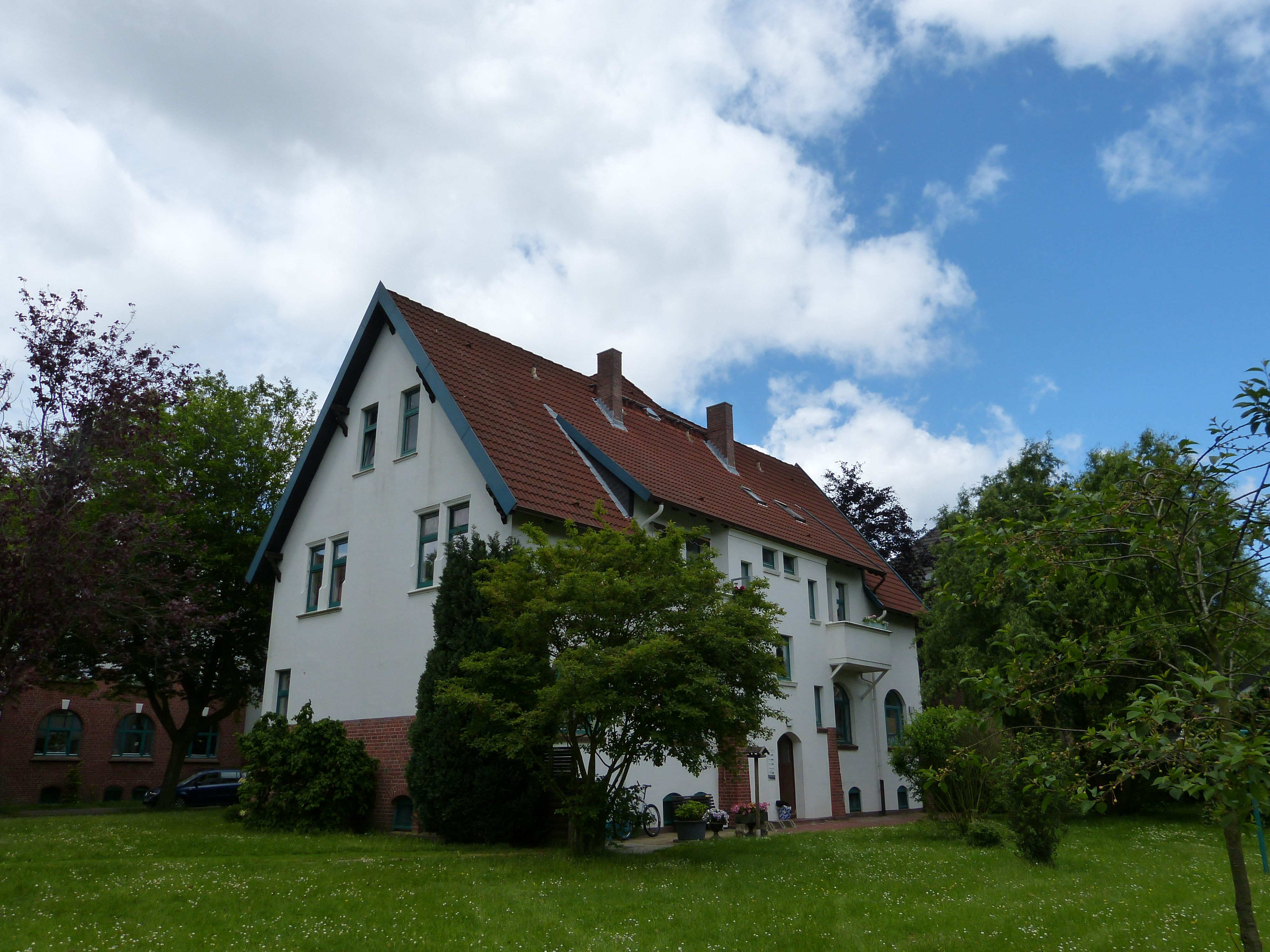
Typisch: weiße Fassade, grüne Fenster, rotes Dach
Siedlungshäuser
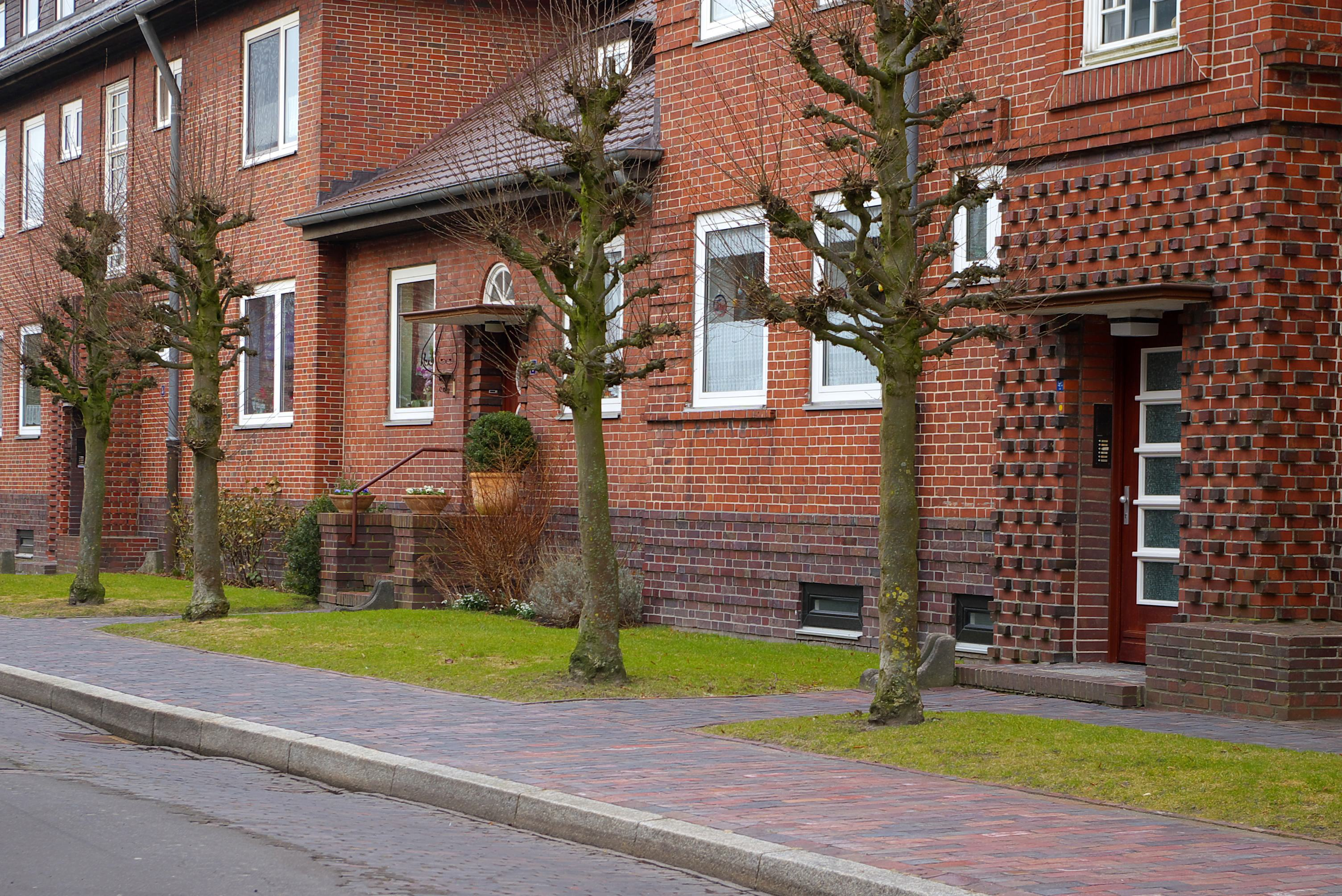
Häuserreihe
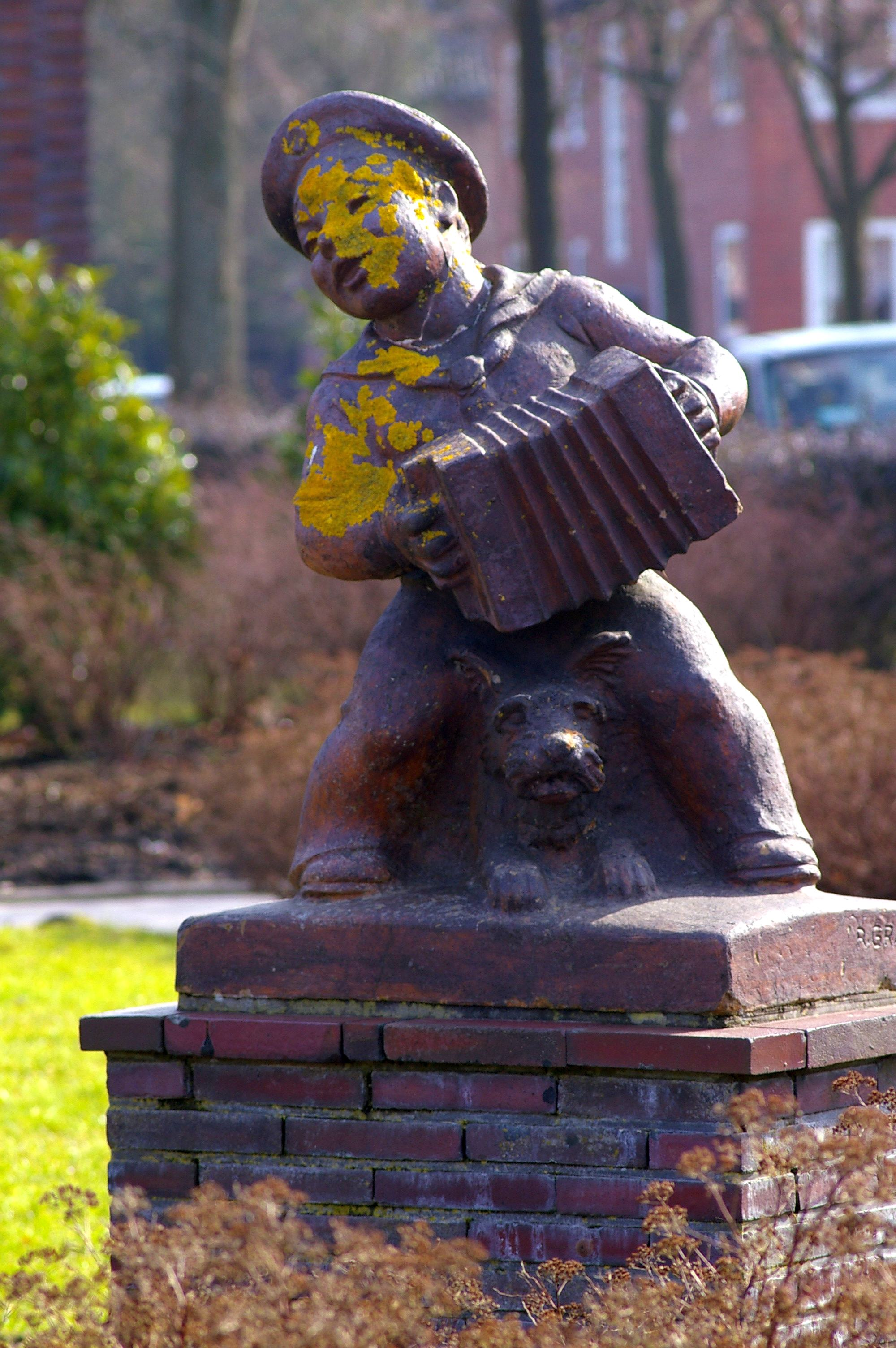
Figur in der tom-Brok-Straße
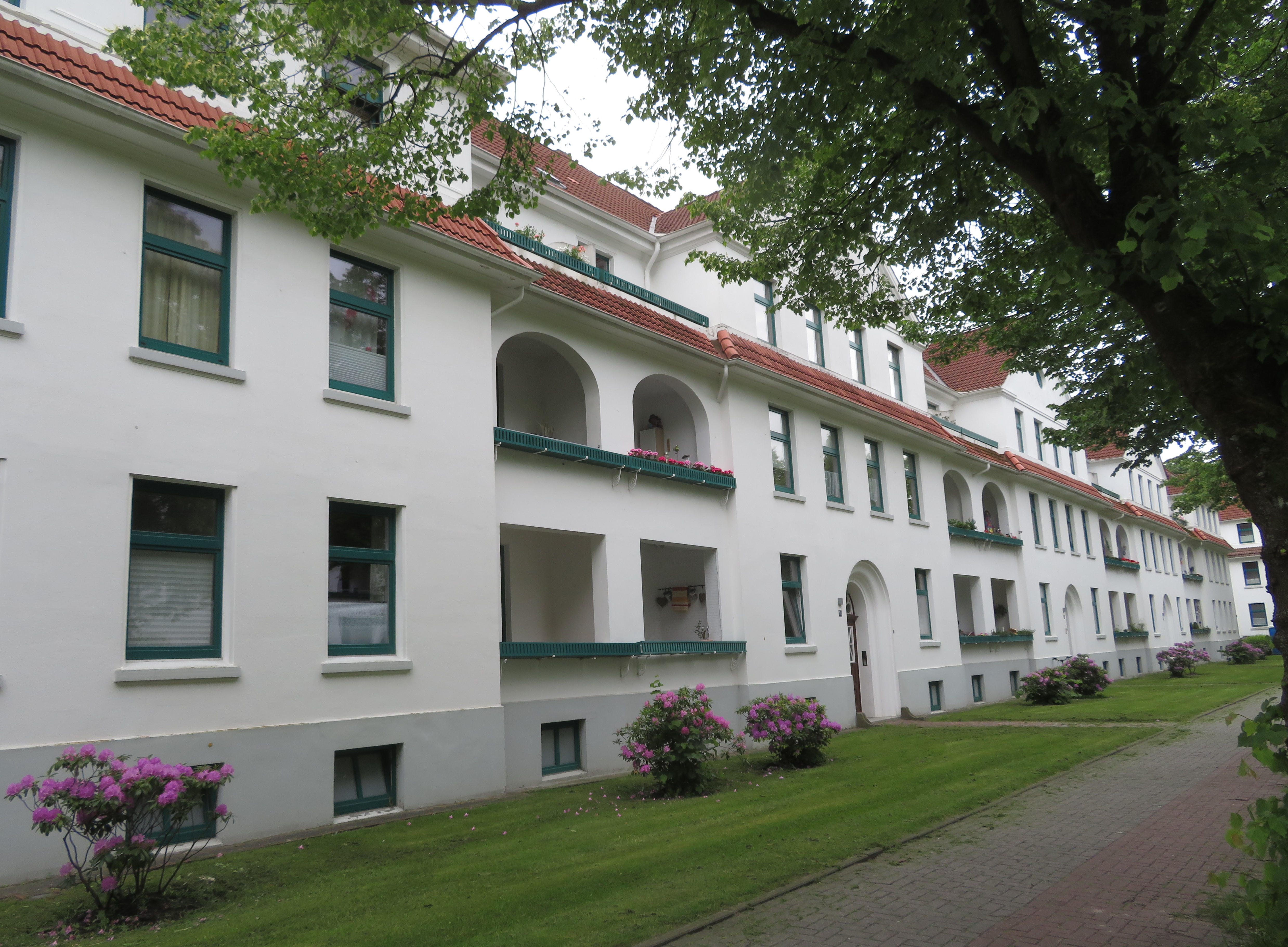
Siebethsburger Straße